# Pigeon Lake (Minnesota)
Der Pigeon Lake ist ein Stillgewässer in der Collinwood Township in Minnesota (USA).
Er liegt an der Minnesota State Route 15. Nordöstlich davon ist ein Feuchtgebiet mit mehreren Teichen. Der öffentliche Zugang zu dem See ist am Südufer des Sees. Es gibt auch eine Aussichtsplattform. Ein Parkplatz mit Aussicht ist an der State Route 15.
Es handelt sich um einen länglichen See von ca. 2 km Länge und ca. 500 m Breite und 301 Acre Fläche. Darin befinden sich 3 kleine Inseln. Der See ist sehr flach, sodass es im Sommer zu starkem Wachstum von Algen kommt.  
Auf den Inseln nisten Kormorane. Auch Pelikane und Reiher finden sich. Dieses Brutgebiet war schon in den 1960er Jahren bekannt und wurde zur Important Bird Area erklärt. Wegen des dichten Vorkommens der Vögel gibt es kaum Vegetation auf den Inseln, nur einige Ulmen sind verblieben. Die Pelikane nisten nur auf dem Boden, die Kormorane auf dem Boden und den Bäumen, und die Reiher nur auf den Bäumen.
Die Politiker John Kline und Collin Peterson unterstützten Bestrebungen, die Größe der Populationen der Vögel zu managen, da sich Fischer und Sportler beeinträchtigt fühlen, während die Vogelbeobachtung bereits ein touristischer Faktor geworden ist.